# CKEditor
CKEditor (còn gọi là FCKeditor) là một trình soạn thảo mã nguồn mở theo kiểu WYSIWYG (tay làm - mắt thấy) của CKSource. Chương trình này có thể tích hợp vào các website mà không cần cài đặt. Phiên bản đầu tiên được phát hành năm 2003 và đến nay được rất nhiều người sử dụng.
Cũng giống các trình soạn thảo dành cho web khác, CKEditor sử dụng JavaScript là nền tảng, riêng việc tương tác với server thì CKEditor sử dụng các ngôn ngữ sau: Active-FoxPro, ASP, ASP.NET, ColdFusion, Java, JavaScript, Lasso, Perl, PHP và Python.
CKEditor tương thích với hầu hết các trình duyệt Internet, gồm có: Internet Explorer 6.0+ (Windows), Firefox 2.0+, Safari 3.0+, Google Chrome (Windows), Opera 9.50+, and Camino 1.0+ (Apple).

## MediaWiki+FCKeditor
MediaWiki+FCKeditor là một nhánh của FCKeditor phát triển cho dạng sửa đổi của WYSIWYG wiki. Để biết thêm thông tin, hãy xem tại mw:Extension:FCKeditor (Official).

## Đổi tên
Chữ FCK ở FCKeditor được ghép từ Frederico Caldeira Knabben, người đã tạo ra editor và sở hữu dự án Benevolent Dictator for Life.  Không may, những chữ cái trên lại giống một từ thô tục trong tiếng Anh.  Ông đã quyết định thay đổi tên của chương trình thành CKEditor bắt đầu từ bản v3.0. Chữ CK là viết tắt của Content và Knowledge.